# Anastasija Beljakova
Anastasija Jevgenjevna Beljakova (ryska: Анастасия Евгеньевна Белякова), född den 1 maj 1993 i Zlatoust, är en rysk boxare.
Hon tog OS-brons i lättvikt i samband med de olympiska boxningstävlingarna 2016 i Rio de Janeiro..